# N. Ostenfeldt
Niels Ostenfeldt (født 26. februar 1797 på Rosenholm Slot på Djursland, død 18. juni 1875 i Aalborg) var en dansk prokurator, hospitalsforstander og politiker.
N. Ostenfeldt var søn af ladefoged og senere fæster af Skjørring Mølle, Søren Larsen Ostenfeldt. Han var kontorist på et herredskontor før han i 1817 blev exam.jur. Efter den danske juridiske eksamen blev han fuldmægtig på stifts- og amtskontoret i Aalborg. Han blev i 1844 prøveprokurator og i 1847 underretsprokurator i Aalborg Stift og Amt. Foruden arbejdet som fuldmægtig og prokurator var han også hospitalsforstander i Aalborg fra 1839.
Han var borgelig rådmand 1863-1867 og blev medlem af Augustforeningen i 1864.
Ostenfeldt blev valgt af kongen til at være medlem af Den Grundlovgivende Rigsforsamling 1848-1949. Han stillede ikke op valg til Rigsdagen efterfølgende.
Han blev udnævnt til kancelliråd i 1854.